# Албанці в Україні
Албанці в Україні (арнаути) — албанська етнічна меншина, яка проживає на території України. Загальна чисельність діаспори (згідно з даними перепису) становить 3308 осіб, більшість яких проживає у Одеській (1862 особи) та Запорізькій (892 особи) областях.

## Історія

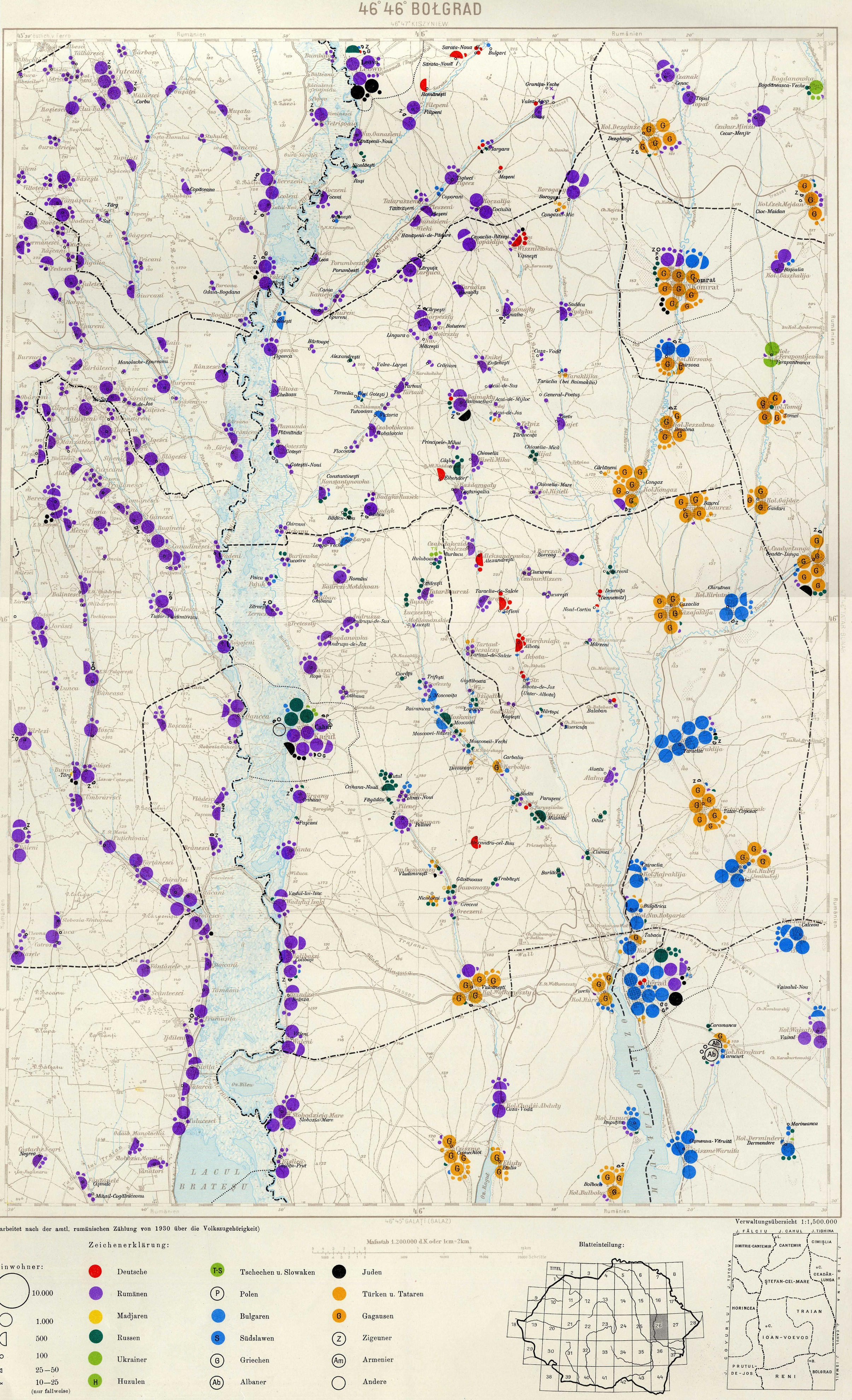
Етнічна карта Болградського району (1930)

Перші албанські поселенці з'явились на території України ще на початку 19 ст. Більшу частину колоністів складали сім'ї албанських добровольців, які під час Російсько-турецької війни служили в російському флоті, що контролював дельту Дунаю, а після її завершення осіли в Одесі та її околицях. Саме з ними пов'язують такі відомі одеські урбаноніми, як Велика і Мала Арнаутські — дві вулиці в історичному центрі Одеси.
Їхнє переселення у 1806–1812 роках на територію тоді ще Російської імперії було пов'язане із посиленням національного та релігійного гніту на території Османської імперії. Російська влада почала переконувати християнські народи Балкан переселятися на її південні території. У 1811 році албанські, болгарські та гагаузькі поселенці заснували село Каракурт поблизу міста Болград. У зв'язку із пропозицією російських чиновників про переселення до Північного Приазов'я, пов'язаною із переходом Бессарабії під владу Румунії, значна частина поселенців переселилась на територію сучасної Запорізької області, заснувавши три поселення: Тююшки, Джандран і Таз.
У Одесі свого часу з'явилось культурно-просвітницьке товариство «Рілінд'я» («Відродження»). На початку XX століття тут мешкав албанський письменник Мільто Сотір-Гурра. Місто відвідували відомі албанські політичні діячі — Фан Нолі та Енвер Ходжа.
Внаслідок голоду 1932–1933 року у селі Дівнинське загинуло близько 500 албанців, на згадку про них жителями села був споруджений пам'ятник жертвам Голодомору.

## Історія етнографічних досліджень
Вивченням традицій і побуту албанців на території України вперше зацікавився радянський вчений Микола Державін, який у 1930 році видав монографію «Албанцы-арнауты в Украинской ССР». Дослідження албанців та інших народів Півдня України продовжували російський вчений, працівник Інституту етнології та антропології РАН Юлія Іванова.

## Розселення
Албанська громада України довгий час була зосереджена, в основному, у чотирьох населених пунктах: Каракурт (Одеська область), Гамівка, Георгіївка та Дівнинське (Запорізька область). Згідно з переписом населення України 2001 року албанці проживали у 24 регіонах України.

## Мова

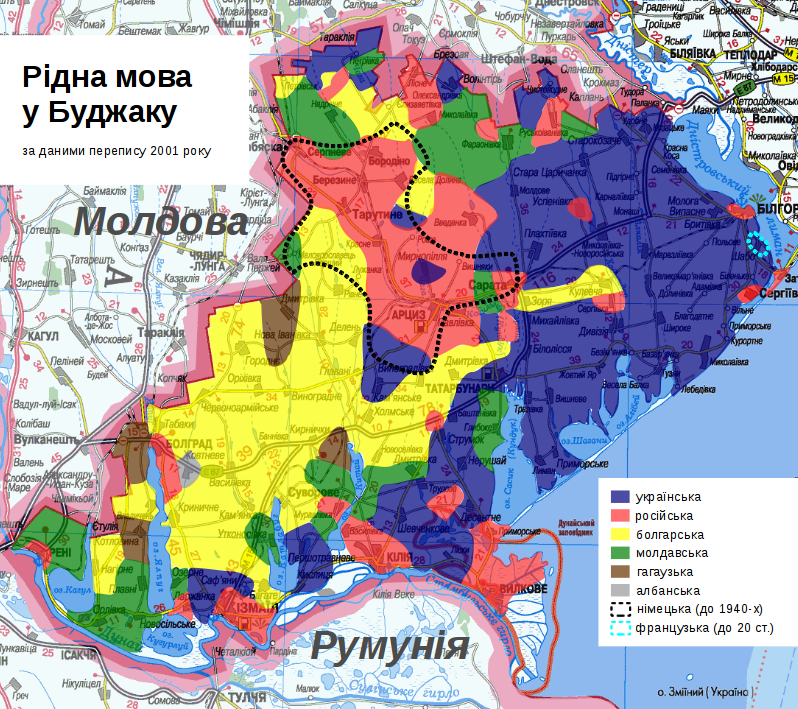
Албанська мова у Буджаку за переписом 2001 р.

Для албанської громади характерний мультилінгвізм — знання албанської, російської, української мов, а часто й болгарської та гагаузької.
| Рідна мова      | Кількість албанців | %    |
| --------------- | ------------------ | ---- |
| Албанська мова  | 1 740              | 52,6 |
| Російська мова  | 1 181              | 35,7 |
| Українська мова | 301                | 9,1  |
| Інша            | 84                 | 2,6  |

Албанська мова поселенців зазнала численних змін, тісно контактуючи із болгарською, гагаузькою, українською та російською мовами. Сформувалися як особливі мовні звороти («(н)га тант» — албанець, з наших), так і місцеві форми імен: Ано (Аня), Доча (Дуся), Сандьо (Сашко). Усталена писемність серед албанської меншини відсутня — на письмі вони переважно використовують кирилицю.
| албанською   | українською  |
| ------------ | ------------ |
| А міре діте! | Добрий день! |
| Тюш пуньо?   | Як справи?   |
| Пуньо мир.   | Добре.       |
| Пр шендет!   | За здоров'я! |
| Пр кесмет!   | За долю!     |

## Традиційна культура

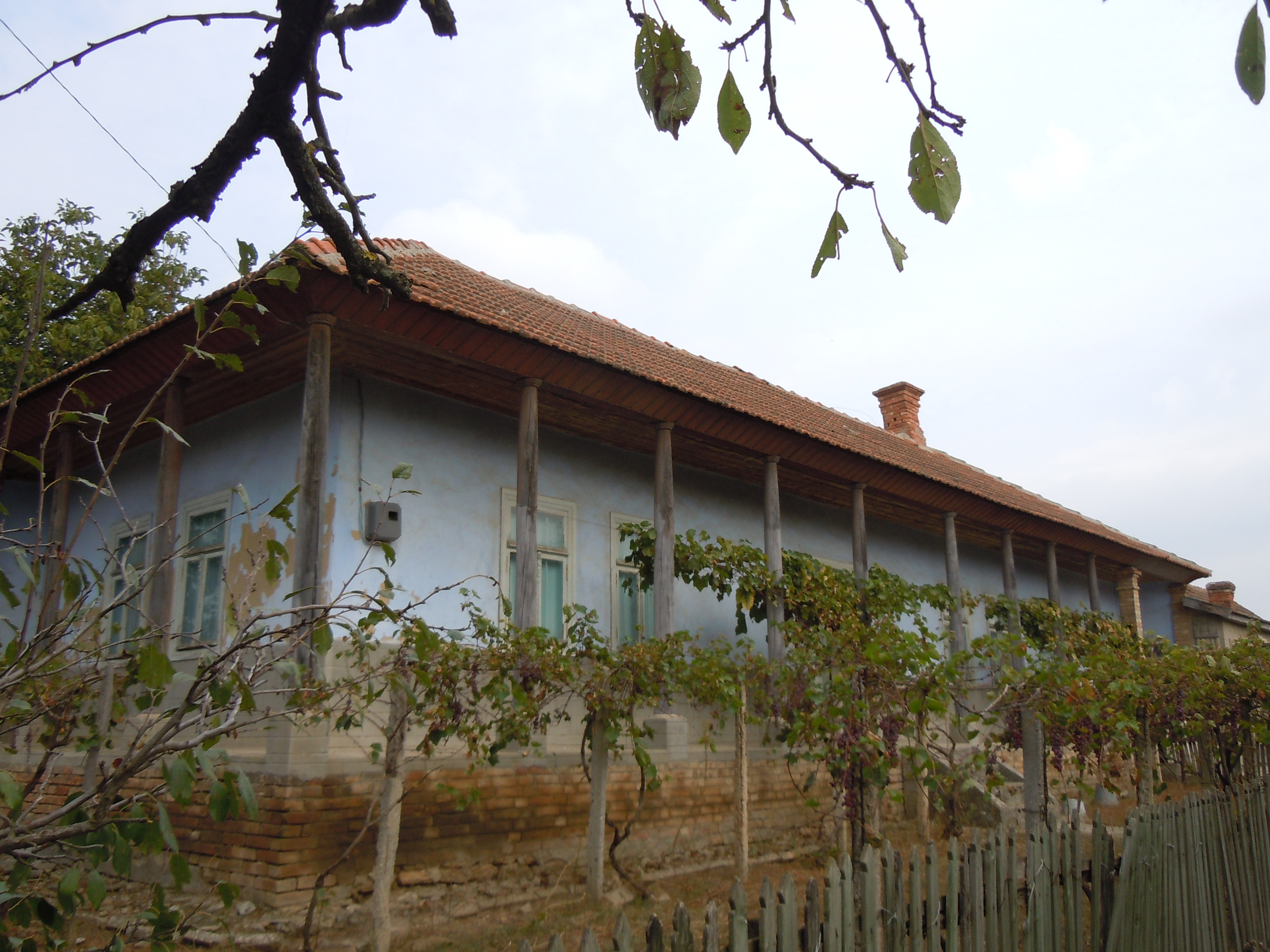
Албанська хата в селі Каракурт

У селищі Приазовське розташований краєзнавчий музей, де розміщена албанська експозиція, вивезена з села Гамівка. Тут же знаходиться «Албанська садиба», яка пропонує туристичні послуги: екскурсії до села Гамівка, частування традиційними стравами, жителі показують старовинні предмети побуту, співають народних пісень, танцюють народні танці. На цій базі було започатковано туристичний маршрут «Приазовська Албанія». 
Музеї народного побуту також розташовані у селах Дівнинське та Георгіївка. У останньому діє районне албанське культурно-просвітницьке товариство «Дарданія», фольклорний ансамбль «Ружо аверде» («календула»), який брав участь у конкурсі «Єдина родина» у Запоріжжі, де був нагороджений дипломом лауреата та пам'ятним подарунком. Двічі, у 1998 і 1999 роках ансамбль брав участь у Всеукраїнському фестивалі мистецтв національних культур «Ми — українські», який щорічно проходить в Приморську. Жителі села Каракурт мають змогу дивитися албанський канал, який транслює новини, фольклорні та просвітницькі передачі.
Попри компактність проживання албанської громади в Україні нема жодної школи із вивченням албанської мови, літератури, культури чи історії.

### Господарська система
Албанці на території України займались переважно сільським господарством — землеробством, скотарством (в основному вівчарством).

## Релігія
Більшість албанців в Україні — православні. Свого часу в усіх селах існували церкви, побудовані переселенцями, проте зараз діючим залишився лише храм у селі Гамівка, збереглася також церква у селі Дівнинське, яка, однак, не діє.

## Відомі албанці
- Мірабель Сюптюр (Ізмаїл) — дизайнер одягу.[11]
- Неллі Сюпюр (Ізмаїл) — хореограф-балетмейстер, танцівниця.[11]
- Федір Дерментлі — генеральний директор ВАТ «Харцизький трубний завод», почесний громадянин міста Харцизька.[12]